# Catherine Éléonore Bénard
Catherine Éléonore Bénard (Versailles, 1740 – Versailles, 1769. február 23. vagy 1769) francia arisztokrata hölgy. Egyike volt XV. Lajos francia uralkodó ágyasainak.
Leányuk született 1769-ben, aki a Saint-Germain Adelheid nevet kapta, Montalivet grófnője lett, s 1850-ig élt. Catherine még abban az évben meg is halt. Lánya a király lányáról, Adelheid hercegnőről kapta a keresztnevét, akinek Catherine az udvarhölgye volt.